# Xã Minneota, Quận Jackson, Minnesota
Xã Minneota (tiếng Anh: Minneota Township) là một xã thuộc quận Jackson, tiểu bang Minnesota, Hoa Kỳ. Năm 2010, dân số của xã này là 259 người.